# Нечаевка (Воскресенский район)
Нечаевка — село в  Воскресенском районе Саратовской области. Входит в состав сельского поселения Воскресенское муниципальное образование (Саратовская область).

## География
Находится на расстоянии примерно 10 километров по прямой на  север-северо-запад от районного центра села  Воскресенское.

## Население
Население составляло 104 человека в 2002 году (98% русские),  70 в 2010.